# Sønder Nærå
Sønder Nærå er en landsby øst for og praktisk taget sammenvokset med Årslev syd for Odense på Fyn.
I landsbyen findes Sankt Mikaels Kirke, Sdr. Nærå Valgmenighedskirke og Sdr. Nærå Efterskole.
Vindinge Å flyder umiddelbart nord om landsbyen.